# Comanda de Susterris

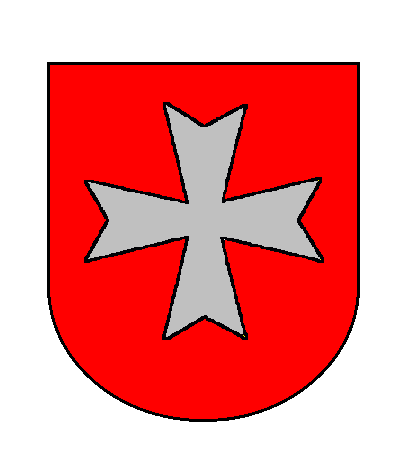
Escut de l'Orde de Sant Joan de Jerusalem

La Comanda de Susterris fou una de les comandes (divisions territorials) en què s'organitzà l'Orde de Sant Joan de Jerusalem, popularment anomenada dels hospitalers.

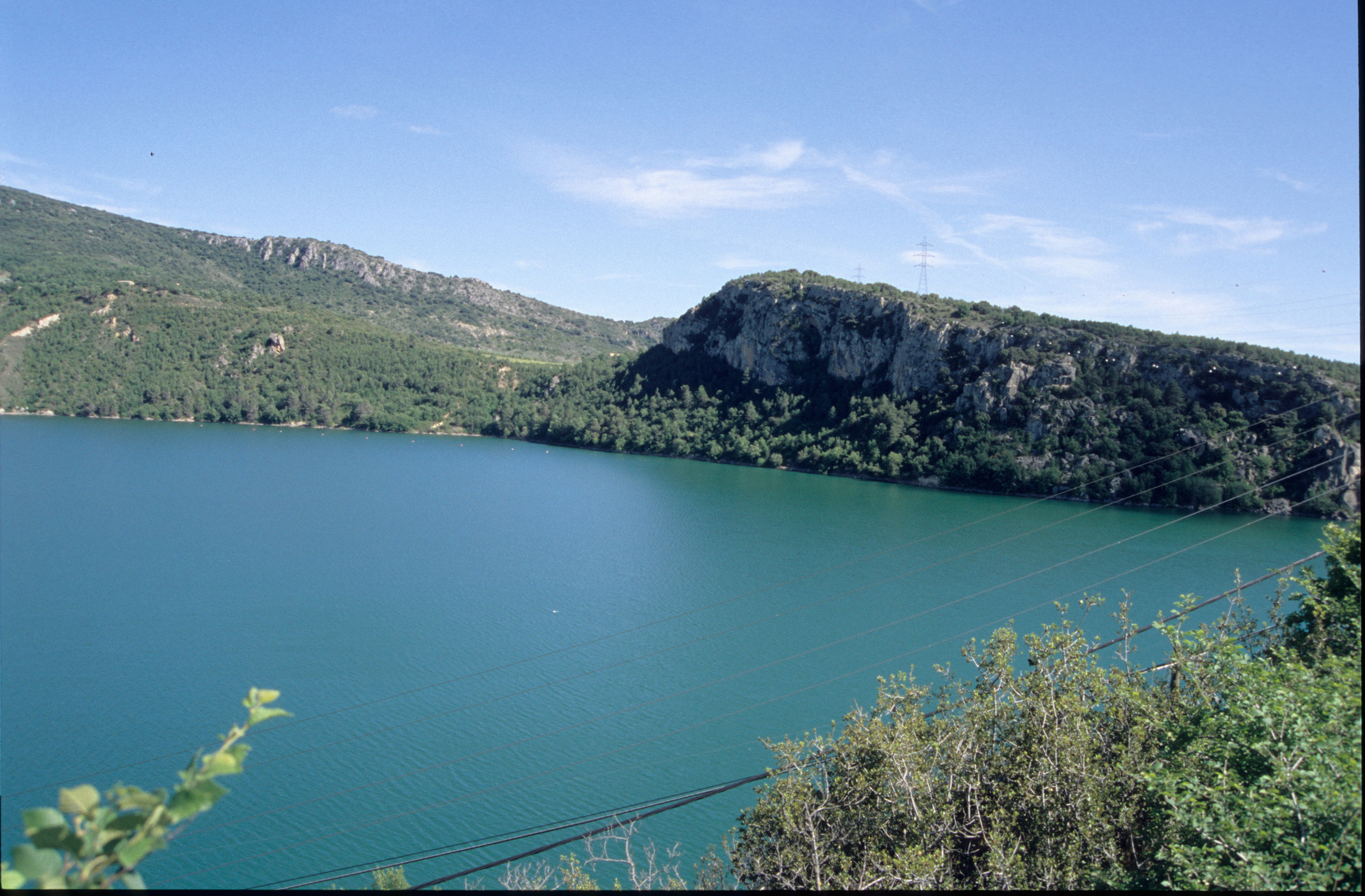
Tremp, embassament de Sant Antoni, les aigües del qual cobreixen la casa de la comanda de Susterris.

## Història
El poblet de Susterris (agregat de Talarn, Pallars Jussà), avui desaparegut sota l'aigua de l'embassament de Sant Antoni, fou a mitjan segle xii el lloc escollit per l'orde de l'Hospital per instal·lar-hi la seu de la comanda que havia d'administrar les possessions rebudes a les terres pirinenques dels dos Pallars (Sobirà i Jussà), la Ribagorça, la Llitera, l'Alt Urgell, Andorra i la Cerdanya.
	El lloc estava situat en un indret engorjat del riu Noguera Pallaresa, vora la ruta que unia els dos Pallars. Era, per tant, un punt estratègic del camí, defensat per una fortificació (probablement una torre) subsidiària del castell de Talarn. Al llarg del segle xi, per iniciativa dels comtes de Pallars, havia estat erigida a Susterris una església dedicada a Santa Maria, i un hospital per atendre pobres i pelegrins. Des de la seva fundació, els comtes i altres senyors havien dotat Santa Maria de patrimoni suficient per atendre aquelles funcions.
Segons la “Consulta” de 1759l'església de Sant Joan (Sta. Maria) fou consagrada el 28 de juny de 1058 per Ermengol, bisbe d'Urgell, a instàncies del comte Ramon Sunyer i Ermesendis, els quals la dotaren de diferents alous.
Al voltant de l'any 1120, el bisbe d'Urgell, sant Ot, amb consentiment i voluntat d'Arnau Ramon, amo de l'església, la transferí a l'orde de l'Hospital; donació que confirmà el bisbe Pere d'Urgell el 14 d'octubre de 1140.
El 9 de novembre de 1151, Arnau, comte de Pallars, i Àurea, i Ramon, són fill, concediren a l'església i a l'orde de l'Hospital, el castell i la vila de Susterris i l'almunia de Samalumina, amb tots els drets de senyoriu. Aquesta important donació, en afegir-se a la de sant Ot dels anys vint, convertí Susterris en el nucli central de la comanda hospitalera del Pallars. El comte Arnau Mir I de Pallars Jussà, que probablement fou cavaller hospitaler, afavorí l'orde fins al punt de deixar-li en testament l'any 1157 (ratificat, l'any 1171, tres anys abans de morir), el domini eminent del comtat. Fou un testament curiós (estrambòtic, segons Bertran), comparable al d'Alfons el Bataller, que, com aquell, se solucionà mitjançant pactes entre l'orde i els descendents. L'Hospital rebé també del comte ─que fou enterrat a Susterris─ el lloc d'Arbul i permís per repoblar el Palau de Noguera.

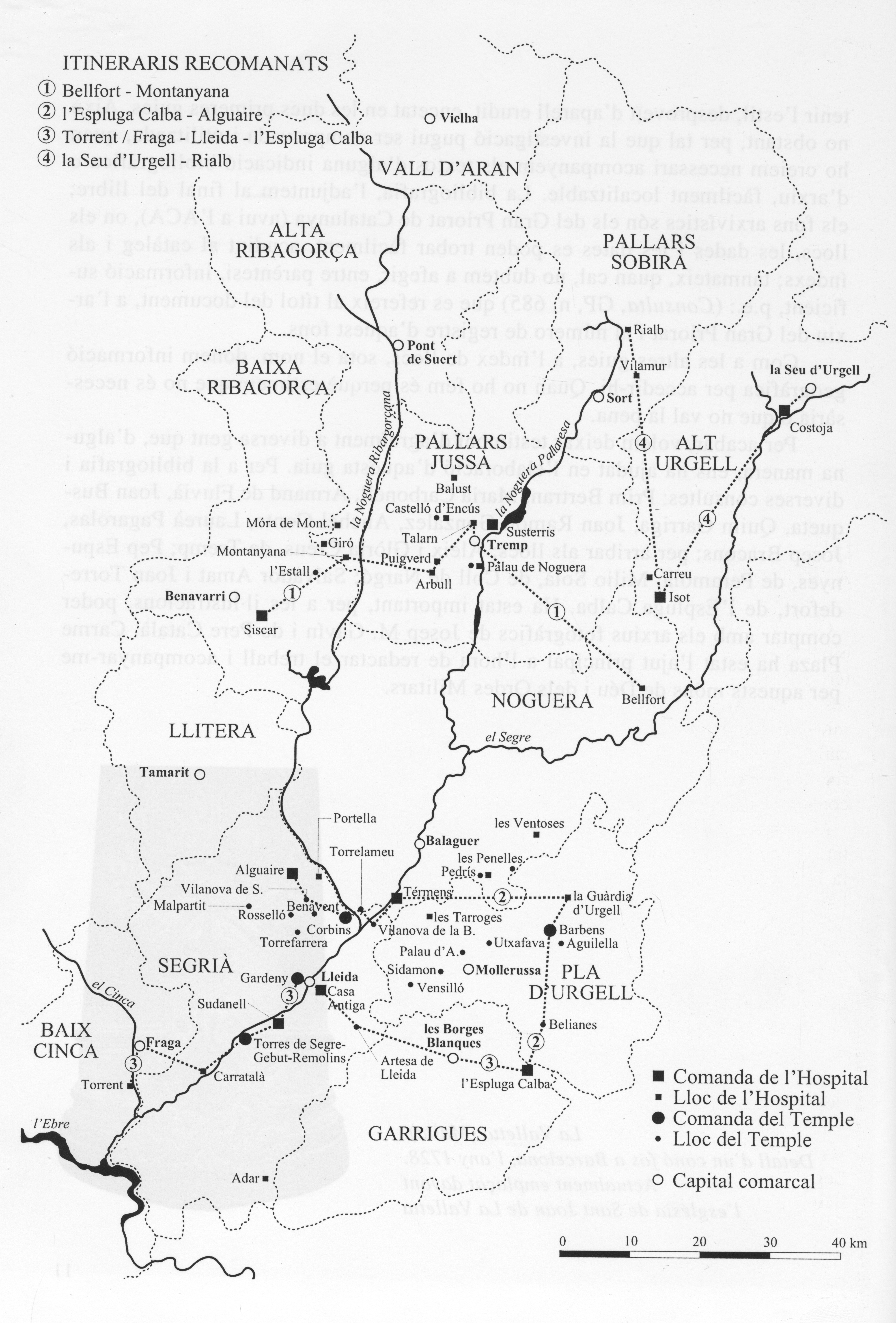
Comandes Temple i Hospital terres de Ponent

Aquestes accions primerenques en favor de l'orde —com s'esdevingué arreu de Catalunya— no trigaren a reproduir-se entre la gent de tots els nivells socials d'aquelles terres pirinenques. Els comtes d'ambdós Pallars, el Sobirà i el Jussà, contribuïren a formar el patrimoni hospitaler d'aquelles terres, sobretot amb donacions que es feren efectives durant la segona meitat del segle xii. Entre 1139 i 1178 van rebre del comte Artau III del Pallars Sobirà terres a Espot, i a Bretui i Montcortès, vora Gerri.
La formació del patrimoni es complementà amb compravendes, a l'entorn de les possessions principals amb la intenció de concentrar les propietats. Els nuclis principals de domini hospitaler foren Bretui al Pallars Sobirà i Susterris al Jussà, però el centre neuràlgic se situà entre Susterris i Talarn, tot i que, segons Bertran, aquesta concentració probablement fou més involuntària que fruit d'una política organitzada.
	De la comunitat que habità Susterris no se’n sap gran cosa. El 1139 apareix documentat per primera vegada un frare anomenat "Pere hospitaler", indicatiu de l'inici de l'establiment de l'orde als territoris pallaresos. Una mica més tard, el 1141, la documentació permet pensar que ja estava acompanyat per un petit nucli de frares. Aquest primer convent s'establí al costat de l'església de Santa Maria, on hi havia edificacions per a residència de la comunitat i per guardar els productes del camp; sembla que no fou en cap moment gaire nombrosa: no degué passar de deu membres. Era regentada per un comanador —de vegades anomenat també preceptor. Existien esporàdicament els càrrecs de prior, com a representant del comanador en la seva absència, i el de procurador, el frare encarregat de l'administració interna. També tenia capellans.
	A finals del segle xiii, el centre principal de l'administració de la comanda havia passat a la vila de Talarn, on tenien casa els frares A la casa de Susterris hi havia colons i pagesos, car la principal activitat econòmica era l'explotació de les terres, les pastures i les salines, que al Pallars constituïen una producció important. Com en altres comandes, els frares no explotaven directament les propietats sinó que les arrendaven o establien a cens.
Vers el 1340, les comandes de Sant Salvador d'Isot, Santa Maria de Costoja i Sant Joan de Berga, que aleshores ja formaven una sola comanda, documentada amb el nom de "Comanda d'Isot-Costoja-Berga" s'annexionaren a Susterris. Més endavant, el 1425, Susterris formà una sola preceptoria amb la Comanda de Siscar. A partir d'aleshores, a la documentació, figura com a “comanda de Susterris-Siscar”.
De la comanda de Susterris depenien els priorats de Rialb i Vilamur (Pallars Sobirà) i Palau de Noguera (Pallars Jussà), creats probablement durant el segle xiii. També tenia el priorat de Montanyana, a la Ribagorça, que havia format part de la casa de Siscar.
El conjunt d'aquests dominis, sota el nom de Comanda de Susterris-Siscar, foren administrats per un mateix comanador fins a la desamortització de Madoz.
El 1381 el lloc de Susterris tenia 7 famílies (uns 35 habitants), i els preveres de Susterris se n'anaren a Palau de Noguera. El 1436 el lloc ja era pràcticament abandonat del tot. La decadència dels hospitalers ja va començar, doncs, al segle xv, però continuaren en aquesta comanda fins al 1767, tot i que no hi van residir mai: molt de temps fou Talarn la residència habitual dels hospitalers. Es coneix la llista de comanadors entre 1146 i 1822, però cap d'ells residí mai a Susterris. Ja a ran de la decadència de la casa hospitalera, la capella de Sant Joan de Susterris fou dedicada a sant Antoni, que és el darrer nom que rebé aquest temple, i el que el donà a l'embassament.
Amb la construcció de la presa, el 1913, l'església quedà sota les aigües del Pantà de Sant Antoni, al lloc on es conserva encara el topònim, a prop de la fita quilomètrica 91 de la carretera C-13.

## Edificis de la comanda

### La Seu de la comanda
La seu de la comanda o preceptoria de Susterris, en els primers temps la formaven l'església de Santa Maria i l'hospital, a més de les dependències conventuals annexes. Tot i que l'antiga capella va desaparèixer engolida per les aigües del pantà de Sant Antoni l'any 1918, se'n conserven fotografies i descripcions.
	La visita prioral que realitzà l'any 1532 el comanador Gaspar Ferrer parla d'una capella voltada amb les parets de pedra i argamassa, de la qual tenia bona cura, car hi havia fet posar, entre altres coses, un "palit de or y pell ab dos personatges de la Verge Maria y Sant Joan". Però la visita de 1746 explica que Susterris és un priorat les rendes del qual no li permetien mantenir un prior, per la qual cosa tenia cura de l'església un ermità.

### Església de Santa Maria i Sant Joan

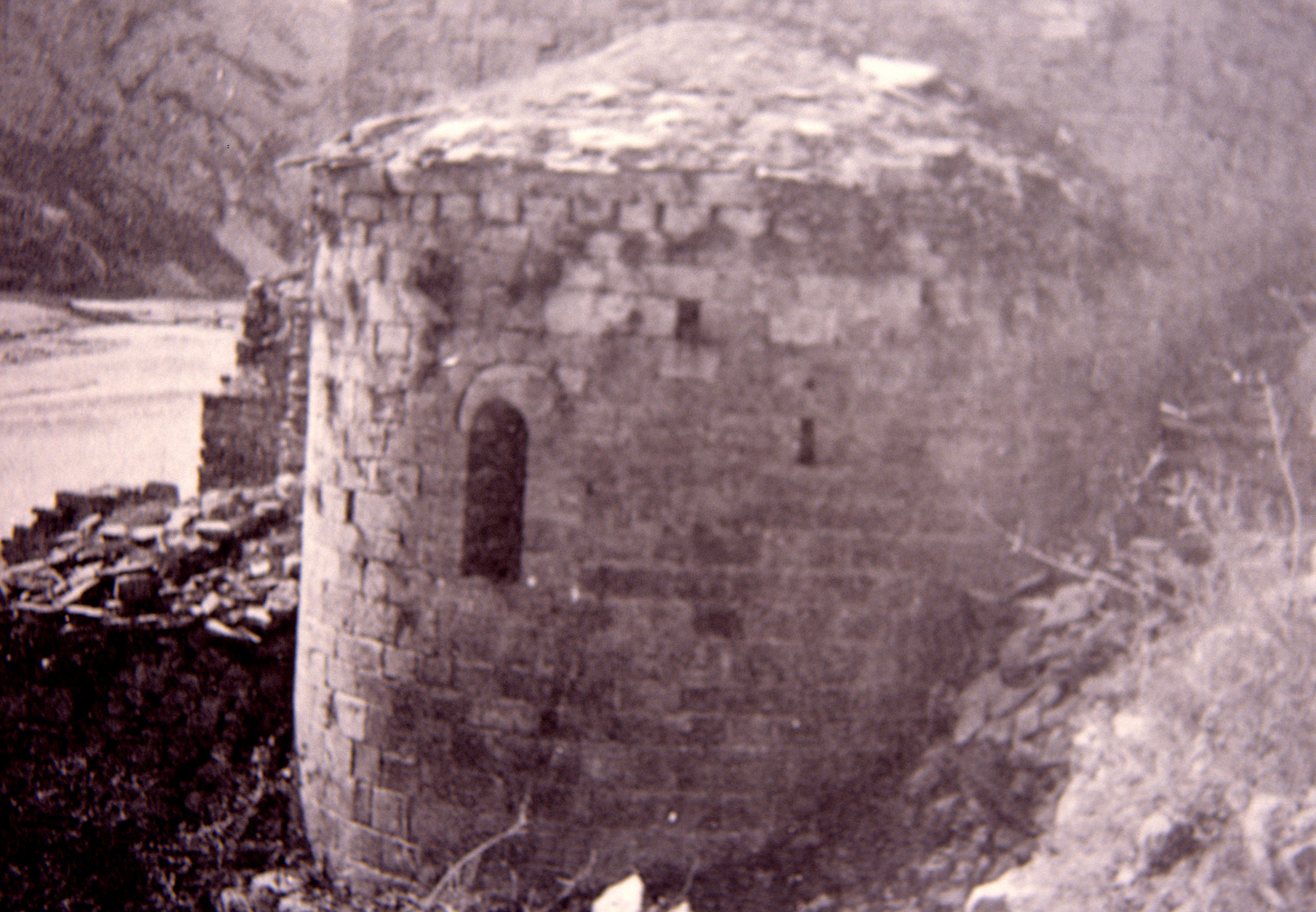
Restes de l'església de Santa Maria de Susterris que avui cobreixen les aigües del embassament de Sant Antoni (Tremp).

L'edifici que hi ha sota les aigües del pantà no és la primitiva església consagrada l'any 1058 pel bisbe d'Urgell, sinó una fàbrica romànica bastida probablement dins la sisena dècada del segle xii. L'any 1162 Arnau Mir I confirmà als hospitalers la donació de Susterris, feta uns anys abans, al temps que els manava construir l'església. Les despulles del comte foren sebollides en aquesta església; probablement l'ordre de construir un temple nou es pugui relacionar amb la decisió de ser-hi enterrat que va prendre Arnau Mir.
Per les fotografies conservades podem veure que era (potser encara és, sota l'aigua) un temple d'una sola nau, voltada de canó apuntat, amb absis semicircular cobert de quart d'esfera. Orientada canònicament, tenia el frontispici a ponent, on hi havia la porta principal ─de punt rodó i dovellada─ i un campanar de cadireta de dues arcades. Damunt de la porta i al mig de l'absis hi havien sengles finestres d'arc de mig punt i doble esqueixada.

## Comanadors de Susterris
- Guillem, 1146
- Arbert, 1167
- Ramon de Selligiu, 1176
- Berart, 1178-1179
- Bernat de Rocanegada, 1184-1187
- Arnau de Seró, 1188
- Guillem de Sarais, 1195
- Bertran Amell, 1205
- Ramon de Seró, 1208
- Bertran Amell, 1214
- Père de Viu, 1219-1221
- Bertran Amell, 1230
- Bertran de Salavert, 1234
- Père de Soler, 1235
- G. Assalid, 1247
- Berenguer d'Aguda, 1255
- Roger de Vilamur, 1265
- Berenguer Bertran, 1268
- G. Odós, 1282
- Roger de Montespan, 1291
- P. d'Era, 1295
- Bernat Valerna, 1300
- Alaman de Toralla, 1306
- Père Guilla, 1307-1310
- Arnau de Cervera, 1311
- Père Guilla, 1312-1315
- Berenguer de Bages, 1320-1322
- Père Guilla, 1331-1336
- F* errer Colomer, 1338
- Père Toló, 1357-1359
- Ramon de Puig, 1366
- Jordi de Masons, 1373
- Joan de Castellmaura, 1374
- Arnau de Pallars, 1377
- Ramon dez Pou, 1378
- Guillem Sicart, 1387-1404
- Francesc de Montsoriu, 1417
- Rafel Saplana, 1425
- Guillem Sicart, 1436
- Jaume de la Geltrú, 1437-1438
- Jordi Saplana, 1451
- Pere Uguet, 1457
- Nicolau Canta, 1475
- Joan Icart, 1491-1496
- Pons de Corregó, 1501
- Gaspar Dezlor, 1512
- Joan Moliner, 1521
- Gaspar Ferrer, 1532-1549
- Joan Ortiz, 1555-1571
- Joanot de Torrelles, 1574-1580
- Onofre de Copons, 1593-1599
- Joan d'Alentorn, 1604-1608
- Galceran Turell, 1612-1614
- Guillem de Calders, 1621-1629
- Francesc de Miquel, 1629-1654
- Miquel de Caldes, 1659-1661
- Père Fortesa, 1669-1680
- Miquel Bordils, 1687-1696
- Ramon Despui9g, 1704-1710
- Francesc Anton de Puigdorfila, 1722
- Joan Anton de Puigdorfila, 1729
- Miquel de Bordils, 1746
- Nicolau Abrí Descatllar, 1753-1773
- Ramon de Copons, 1779-1781
- Salvador Xammar, 1781-1788
- Anton d'Eril y Ribas, 1798-1822